# 사랑의 시간 (1982년 영화)
《사랑의 시간》(영어: Six Weeks)은 미국에서 제작된 토니 빌 감독의 1982년 드라마 영화이다. 프레드 머스터드 스튜어트의 동명 소설이 원작이다. 더들리 무어, 메리 테일러 무어 등이 출연하였고, 피터 구버 등이 제작에 참여하였다.

## 출연진
- 더들리 무어
- 메리 테일러 무어
- 섀넌 윌콕스
- 빌 캘버트
- 조 레갈부토
- 존 하킨스

## 기타 제작진
- 배역: 마이크 펜턴, 제인 파인버그